# 83 Beatriče
83 Beatriče (mednarodno ime 83 Beatrix) je velik asteroid tipa X v notranjem delu glavnega asteroidnega pasu. 

## Odkritje
Asteroid je odkril Annibale de Gasparis (1819 – 1892) 26. aprila 1865.. Asteroid je poimenovan po Beatrice Portinari, mladostni ljubezni Danteja Alighierija (1265 – 1321).

## Lastnosti
Asteroid Beatriče obkroži Sonce v 3,79 letih. Njegova tirnica ima izsrednost 0,082, nagnjena pa je za 4,966° proti ekliptiki. Njegov premer je 81,4 km, okrog svoje osi pa se zavrti v 10,16 urah .

## Okultacije
Med okultacijo 15. junija 1983 so izmerili premer asteroida približno 68 km. To je precej blizu ostalim meritvam.